# Доминиканска Република на Светском првенству у атлетици у дворани 2014.
Доминиканска Република је учествовала на Светском првенству у атлетици у дворани 2014. одржаном у Сопоту од 7. до 9. марта десети пут. Репрезентацију Доминиканске Републике су представљала три атлетичара (2 мушкараца и 1 жена), који се такмичили у две дисциплине.,
На овом првенству Доминиканска Република није освојила ниједну медаљу али је оборен један национални рекорд.

## Учесници
| Мушкарци: - Лугелин Сантос — 400 м - Густаво Куеста — 400 м | Жене: - Лавон Идлет — 60 м препоне |  |

## Резултати

### Мушкарци
| Атлетичар      | Дисциплина | Лични рекорд | Квалификација | Квалификација | Полуфинале           | Полуфинале           | Финале               | Финале       | Детаљи                                  |
| Атлетичар      | Дисциплина | Лични рекорд | Резултат      | Место         | Резултат             | Место                | Резултат             | Место        | Детаљи                                  |
| -------------- | ---------- | ------------ | ------------- | ------------- | -------------------- | -------------------- | -------------------- | ------------ | --------------------------------------- |
| Лугелин Сантос | 400 м      | 45,89 НР     | 46,54 КВ      | 7. у гр. 3    | 46,37                | 4. у гр. 2           | Није се квалификовао | 7 / 25 (27)  | Архивирано на веб-сајту (14. март 2014) |
| Густаво Куеста | 400 м      | 45,95        | 47,43         | 4. у гр. 2    | Није се квалификовао | Није се квалификовао | Није се квалификовао | 20 / 25 (27) |                                         |

### Жене
| Атлетичарка | Дисциплина   | Лични рекорд | Квалификација | Квалификација | Полуфинале            | Полуфинале            | Финале                | Финале       | Детаљи |
| Атлетичарка | Дисциплина   | Лични рекорд | Резултат      | Место         | Резултат              | Место                 | Резултат              | Место        | Детаљи |
| ----------- | ------------ | ------------ | ------------- | ------------- | --------------------- | --------------------- | --------------------- | ------------ | ------ |
| Лавон Идлет | 60 м препоне | 8,18 НР      | 8,16 НР       | 7. у гр. 3    | Није се квалификовала | Није се квалификовала | Није се квалификовала | 21 / 29 (30) |        |